# Panama ai Giochi della XX Olimpiade
Panama partecipò ai Giochi della XX Olimpiade che si sono svolti a Monaco di Baviera dal 26 agosto all'11 settembre 1972, con una delegazione di sette atleti impegnati quattro discipline: atletica leggera, lotta, pugilato e sollevamento pesi. Portabandiera fu il mezzofondista Donaldo Arza, alla sua prima Olimpiade.
Fu la settima partecipazione di questo paese ai Giochi estivi. Non fu conquistata nessuna medaglia.